# غلام محمدآباد
غلام محمدآباد (به انگلیسی: Ghulam Muhammad Abad) یک منطقهٔ مسکونی در پاکستان است که در پنجاب واقع شده‌است. غلام محمدآباد ۵۰۰ متر بالاتر از سطح دریا واقع شده‌است.